# Neuwiese (Elsterheide)
Neuwiese, obersorbisch Nowa Łukaⓘ, ist ein Dorf im nördlichen Landkreis Bautzen in Sachsen. Der Ort liegt in der Oberlausitz und gehört seit dem 1. Juli 1995 zum Ortsteil Neuwiese/Bergen der Gemeinde Elsterheide.

## Lage
Das oberlausitzische Dorf Neuwiese liegt im Lausitzer Seenland zwischen der Schwarzen Elster im Süden und dem Schwarze-Elster-Kanal im Norden. Nachbarorte sind Bergen im Nordosten, Seidewinkel im Osten, der westliche Teil des Stadtgebietes von Hoyerswerda im Süden, Nardt im Südwesten sowie Laubusch im Westen. Das Stadtzentrum von Hoyerswerda liegt knapp vier Kilometer südöstlich von Neuwiese, die brandenburgischen Städte Senftenberg und Spremberg sind jeweils knapp 16 Kilometer entfernt. Die Stadt Cottbus liegt etwa 32 Kilometer nördlich von Neuwiese.
Neuwiese liegt knapp einen Kilometer nördlich der Bundesstraße 96 (Senftenberg–Bautzen) und ebenfalls einen Kilometer südlich der Staatsstraße 234 (Bluno–Hoyerswerda). Knapp drei Kilometer nördlich des Ortes befindet sich der Neuwieser See, in einem Waldgebiet westlich von Neuwiese liegt der Lugteich.

## Geschichte

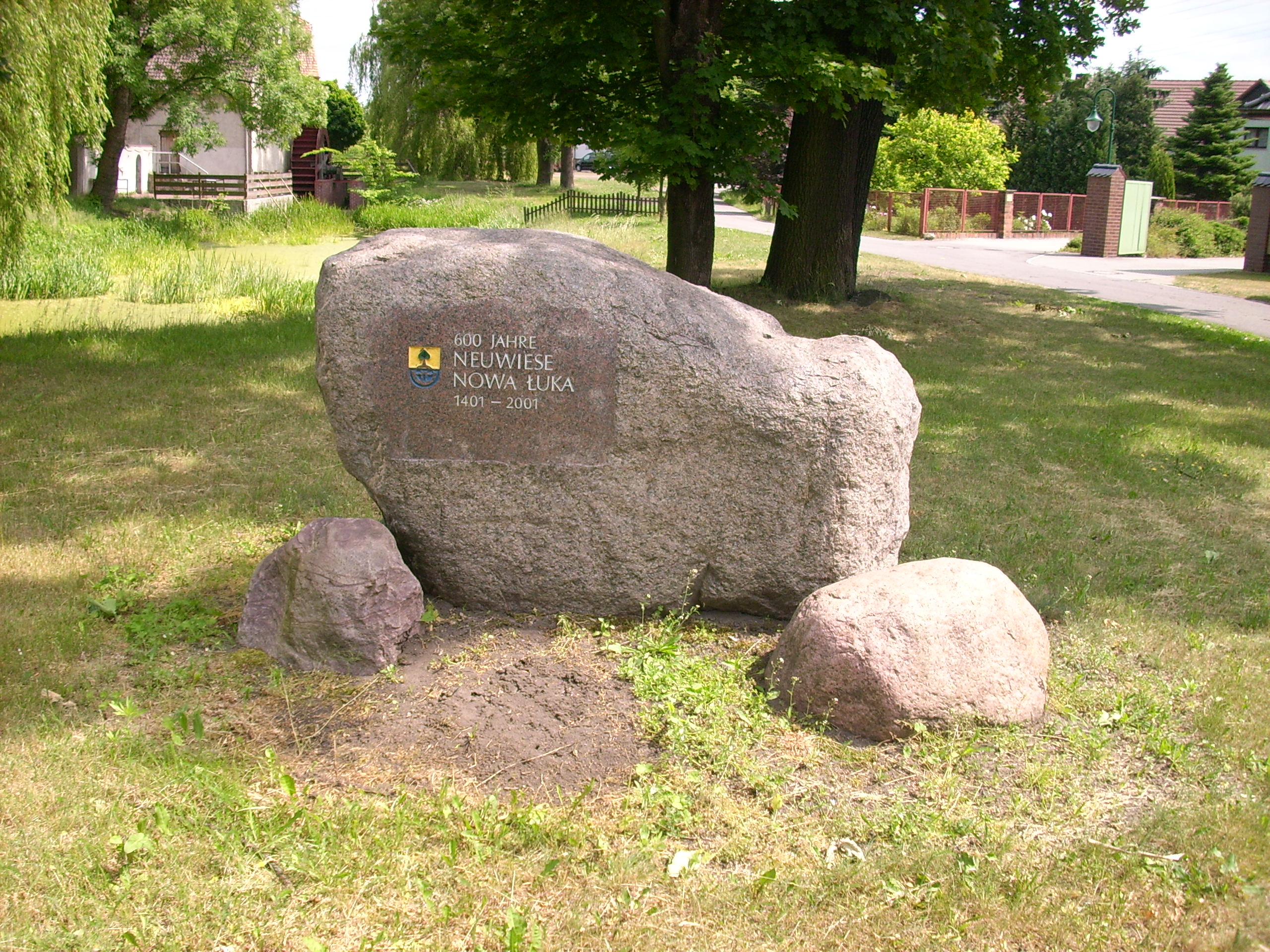
Gedenkstein zum 600-jährigen Dorfjubiläum, oben links befindet sich das Ortsteilwappen von Neuwiese/Bergen

Neuwiese wurde als Straßenangerdorf angelegt und im Jahr 1401 mit der Bezeichnung Weze erstmals urkundlich erwähnt. Der Ortsname ist die deutsche Übersetzung des sorbischen Ortsnamens Nowa Łuka und beschreibt ein Dorf, das auf einer Wiese liegt. Der Namenszusatz Neu- wurde 1568 ergänzt. Neuwiese gehörte damals zur Standesherrschaft Hoyerswerda und war ein Vorwerk des dortigen Rittergutes. Bis heute wird das Ortsbild Neuwieses durch historische Vierseithöfe aus Ziegelmauerwerk geprägt. Ab 1768 wurde der Ort unter seinem heutigen Namen bezeichnet.
Am 1. April 1938 wurde die nördliche Nachbargemeinde Bergen nach Neuwiese eingemeindet. Zwischen 1952 und 1990 gehörte die Gemeinde zum Kreis Hoyerswerda im DDR-Bezirk Cottbus. Danach gehörte die Gemeinde bis 1996 zum Landkreis Hoyerswerda. Am 1. Juli 1995 schloss sich Neuwiese mit den Gemeinden Bluno, Geierswalde, Klein Partwitz, Nardt, Sabrodt, Seidewinkel und Tätzschwitz zu der neuen Gemeinde Elsterheide zusammen. Von 1996 bis 2008 gehörte Neuwiese zum Landkreis Kamenz, seitdem liegt der Ort im Landkreis Bautzen.
Der Ortsteil Neuwiese wurde 1995 in Neuwiese/Bergen umbenannt, dieser besteht aus den Teilorten Neuwiese und Bergen. Ortsvorsteherin ist Antje Gasterstädt (Stand: 2019).

## Bevölkerung und Sprache
Die Bevölkerung Neuwieses setzte sich im Jahr 1777 aus zwölf besessenen Mann sowie drei Gärtner- und 26 Häuslerfamilien zusammen. 1825 hatte der Ort 259 Einwohner, danach blieb die Einwohnerzahl weitgehend konstant mit 262 Einwohnern im Jahr 1875 und 268 Einwohnern im Jahr 1925. Nach dem Ende des Zweiten Weltkrieges stieg die Bevölkerungszahl bedingt durch Flüchtlinge aus den deutschen Ostgebieten auf 552 im Jahr 1946 und 572 im Jahr 1950 an. Kurz nach der Wiedervereinigung hatte Neuwiese zeitweise über 600 Einwohner, seither ist die Einwohnerzahl stark gesunken. Der größte Teil der Einwohner von Neuwiese sind evangelisch-lutherischer Konfession, der Ort gehört zur Johannes-Kirchengemeinde in Hoyerswerda.
Neuwiese gehört zum obersorbischen Sprachgebiet. Laut der Statistik über die sorbische Bevölkerung in der Lausitz von Arnošt Muka hatte Neuwiese im Jahr 1884 251 Einwohner, davon waren 250 Einwohner Sorben und nur ein Deutscher. Ernst Tschernik zählte 1956 einen sorbischsprachigen Bevölkerungsanteil von immer noch 78,5 Prozent (428 von 545, davon 332 Erwachsene und 96 Kinder). Neuwiese gehört heute zum amtlichen sorbischen Siedlungsgebiet.